# Geronci d'Itàlica
Geronci d'Itàlica o Gerundi (Bètica, segle I) va ésser el primer bisbe d'Itàlica. Probablement, és un sant llegendari, sense existència real. És venerat com a sant per l'Església catòlica. Apareix com a bisbe d'Itàlica al segle i, tot i que el bisbat no existirà fins al segle vi. Apareix a un breviari mossàrab dels segles V o VI, i el seu culte es desenvolupà durant l'època dels visigots. Fructuós de Braga parla en un dels seus escrits de la visita al seu sepulcre al segle VII.
Segons la tradició, fou el primer evangelitzador de la Bètica i hauria estat deixeble, i ordenat sacerdot, per algun dels Set barons apostòlics o dels apòstols, la qual cosa implica que hauria estat a Roma. Fou empresonat i turmentat per la seva fe i morí a la presó.
Fou enterrat a Itàlica, on hi havia una església dedicada al seu nom. L'existència del seu sepulcre consta fins a la invasió musulmana i després se'n perd la localització exacta. Del nom de Sant Geronci, Sancti Gerontii, deriva Santiponce, nom del poble que va créixer vora l'antiga ciutat romana.